# Mon beau-frère
Singles de Black M
Bon (Prologue)
(2019) Dans mon délire
(2019)
Mon beau-frère est une chanson du rappeur français Black M, c'est le deuxième extrait de l'album Il était une fois... sortie le 13 juin 2019.

## Genèse
Black M raconte les moments marquants de sa vie. Il décida de parler d'un événement qui l'a beaucoup marqué, le mariage de sa sœur.

## Clip vidéo
Dans le clip, on y voit Black M jouer son rôle de grand frère à la perfection. À commencer par l'accueil du futur beau-frère en question. Et n’hésite pas à mettre en garde ce jeune homme s’il décide de faire du mal à sa sœur.
Deux amis proches du chanteur sont également présents, Issa Doumbia et Rayane Bensetti se sont prêtés au jeu de la comédie. Une ambiance fraternelle règne dans cette vidéo. A la fin de celle-ci, le fameux beau-frère épouse sa sœur. Des images qui parlent de bienveillance, de famille et de l’acceptation de l’autre. Pour couronner le tout, à la fin du clip, Black M incruste la vraie photo du mariage de sa sœur. Une belle façon de clore ce premier chapitre.
Le clip a été créé par Tony T. Datis.

## Classements et certifications

### Classements hebdomadaires
| Classements (2019)   | Meilleure position |
| -------------------- | ------------------ |
| France (SNEP Ventes) | 35                 |

### Certifications
| Région                                                                                                 | Certification | Ventes/Streams |
| --- | ------------- | -------------- |
| France (SNEP)                                                                                          | Or            | 15 000 000*    |
| *Ventes selon la certification ^Mise en rayon selon la certification xNon précisé par la certification |               |                |

| Cérémonie             | Travail nommé   | Résultats  | Ref   |
| --------------------- | --------------- | ---------- | ----- |
| NRJ Music Awards 2019 | Clip de l'année | Nomination | [ 6 ] |